# Pilotrichella pseudosinuata
Pilotrichella pseudosinuata là một loài Rêu trong họ Meteoriaceae. Loài này được (Müll. Hal.) Kindb. mô tả khoa học đầu tiên năm 1891.